# Autobahnähnliche Straße
Bei einer autobahnähnlichen Straße handelt es sich um eine Straße, die sowohl aufgrund ihrer Kreuzungsfreiheit als auch durch ihre Beschilderung und meist durch baulich getrennte Richtungsfahrbahnen einer Autobahn ähnelt.

## Amerika

### Kanada
In Kanada gibt es viele autobahnähnliche Straßen mit einer Gesamtlänge von rund 15.000 km. Sie haben keine gesonderte Autobahnbeschilderung. In der Provinz Québec werden sie Autoroutes genannt (mit gesonderter Beschilderung).

### Peru
Im Großraum Lima sind die Panamericana und einige andere Hauptstraßen autobahnähnlich ausgebaut.

### USA

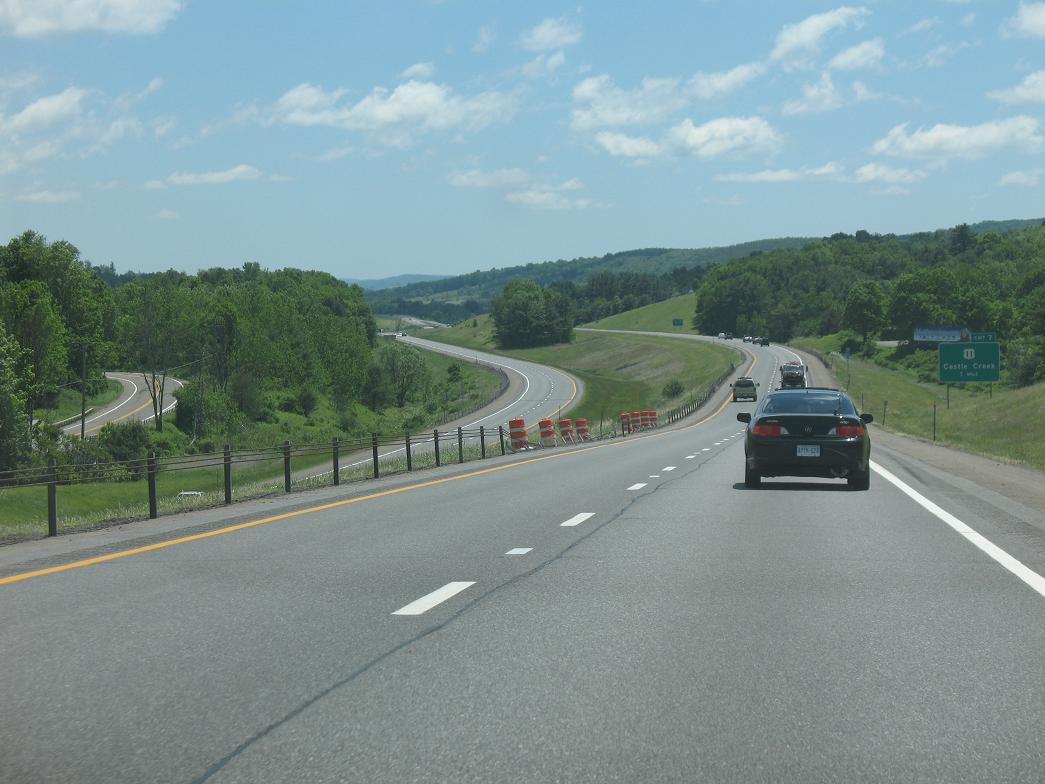
I-81 nahe Binghamton, New York

In den USA gibt es mindestens 80.000 km autobahnähnliche Straßen, die keine gesonderte Autobahnbeschilderung haben. Die meisten Schnellstraßen gehören zum bundesfinanzierten Interstate-Highway-System. Daneben gibt es bundesfinanzierte US-Highways, deren schwarzweißes Design des Nummernschilds sich an das Nummernschild der Interstates anlehnt, und State Routes (oder State Highways, je nach Bundesstaat). Innerhalb von größeren Städten und in deren Umfeld, aber auch zwischen Städten, denen ein Interstate „fehlt“, werden diese beiden Typen zum Teil als Schnellstraßen mit begrenzten Auffahrten und/oder baulich getrennten zweistreifigen Richtungsfahrbahnen ausgebaut.

## Asien

### China
In der Volksrepublik China existieren neben den Autobahnen auch autobahnähnliche Autostraßen mit der Bezeichnung „快速公路“ (kuaisu gonglu). Sie sind richtungsgetrennt und weisen mit Ausnahme des Tempolimits (100 km/h statt 120 km/h) keine Unterschiede zu Autobahnen auf. Im Gegensatz zu den grün beschilderten Autobahnen sind sie allerdings, wie auch alle sonstigen Straßen, mit blauen Schildern versehen.
In Hongkong gibt es neben den eigentlichen Autobahnen autobahnartige Straßen, die als expressways (chinesisch kuaisu gonglu) bezeichnet werden, die aber ähnlich der englischen dual carriageways von allen Fahrzeugen benutzt werden dürfen. Sie sind im Gegensatz zu den „richtigen Autobahnen“, die grün beschildert sind, wie alle anderen Straßen in Hongkong blau beschildert.

### Thailand

Thai-Highway-Straßenschild

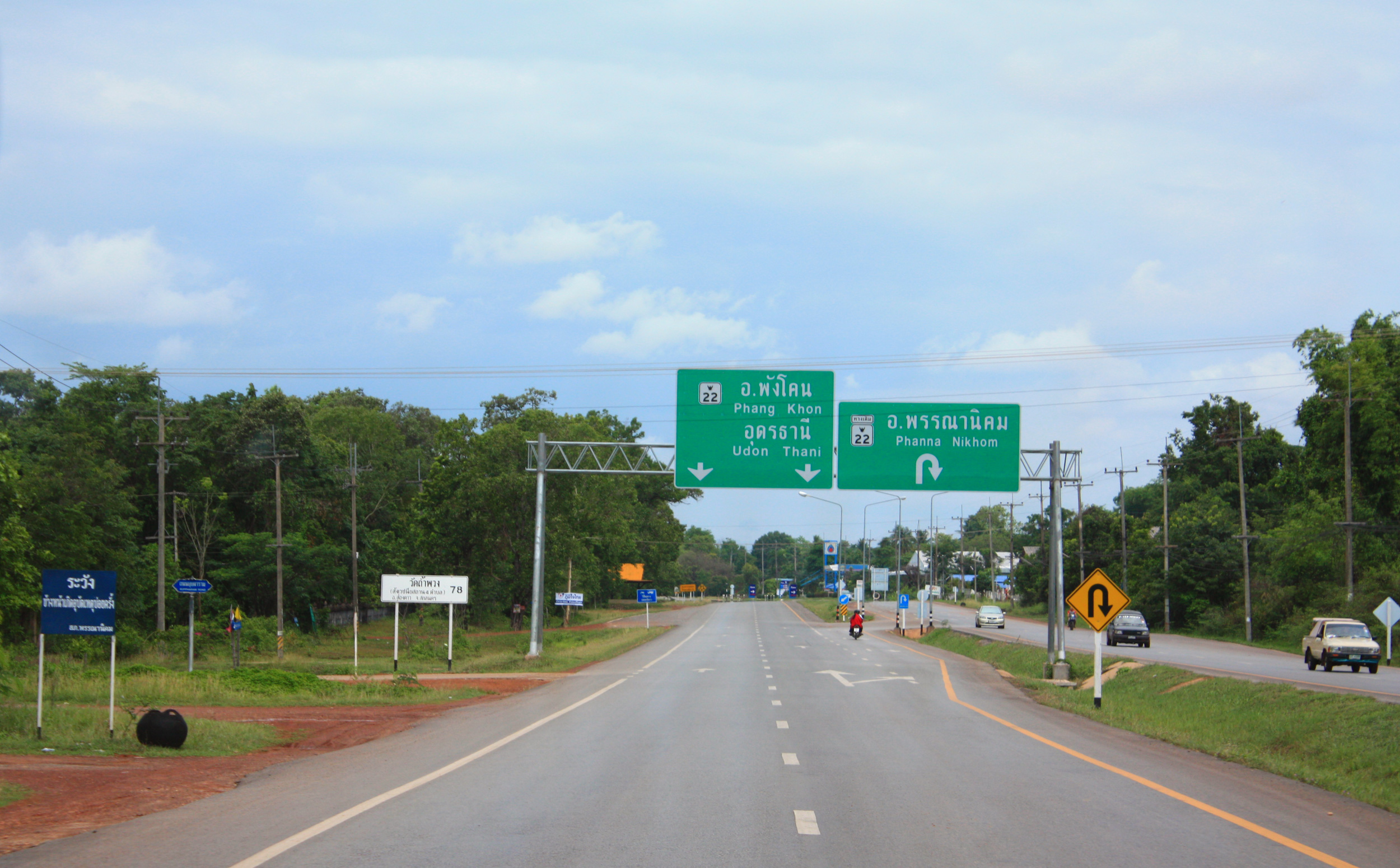
Thailändische Schnellstraße mit Halbkreiswende

Neben den Autobahnen gibt es ein dichtes autobahnähnliches Schnellstraßennetz in Thailand. Die meisten thailändischen Schnellstraßen sind mehrstreifig ausgeführt und besitzen oft einen Seitenstreifen, hard shoulder genannt. Mehrstreifige Schnellstraßen haben in regelmäßigen Abständen so genannte „U-Turns“ (deutsch Halbkreiswende) und ampelgesteuerte Kreuzungen, die den Verkehrsfluss verlangsamen, aber auch vereinzelt kreuzungsfrei. Diese mehrstreifigen Straßen sind vergleichbar mit den in Großbritannien üblichen „dual carriageway“. Sie werden in Thailand auch „Divided Highway“ genannt, bei dem die beiden Richtungsfahrbahnen getrennt sind. In vielen Ortsdurchfahrten und an manchen Kreuzungen gibt es parallel auf jeder Seite eine Nebenfahrbahn (Frontage Road). Die meisten „divided highways“ sind rechtlich herkömmliche Straßen und dürfen somit im Gegensatz zu den Autobahnen (Motorways) von allen Fahrzeugen benutzt werden. Die Höchstgeschwindigkeit beträgt innerorts 50 km/h, außerorts 90 km/h.

## Europa

### Deutschland

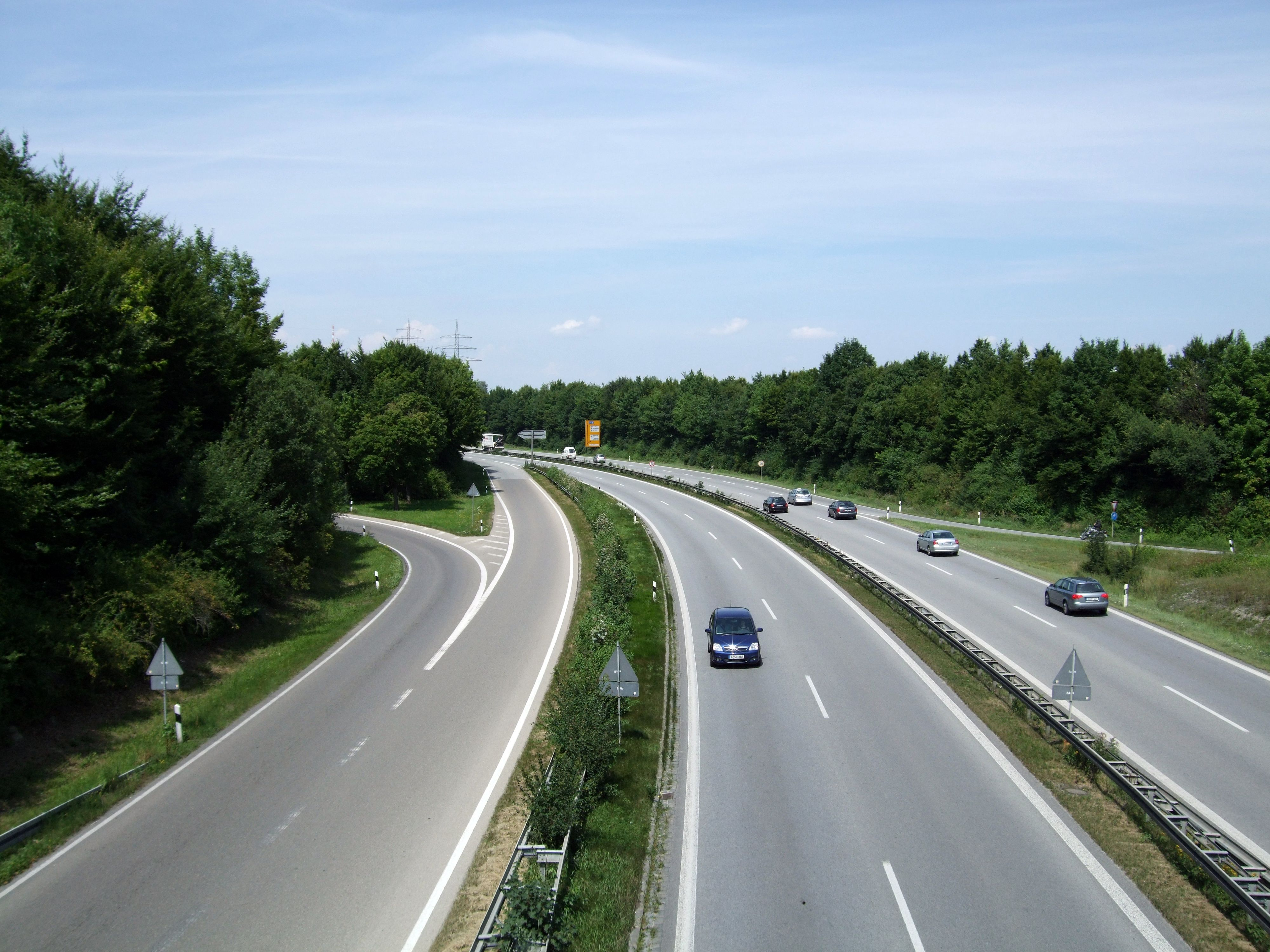
B 17 und B 300 in Augsburg

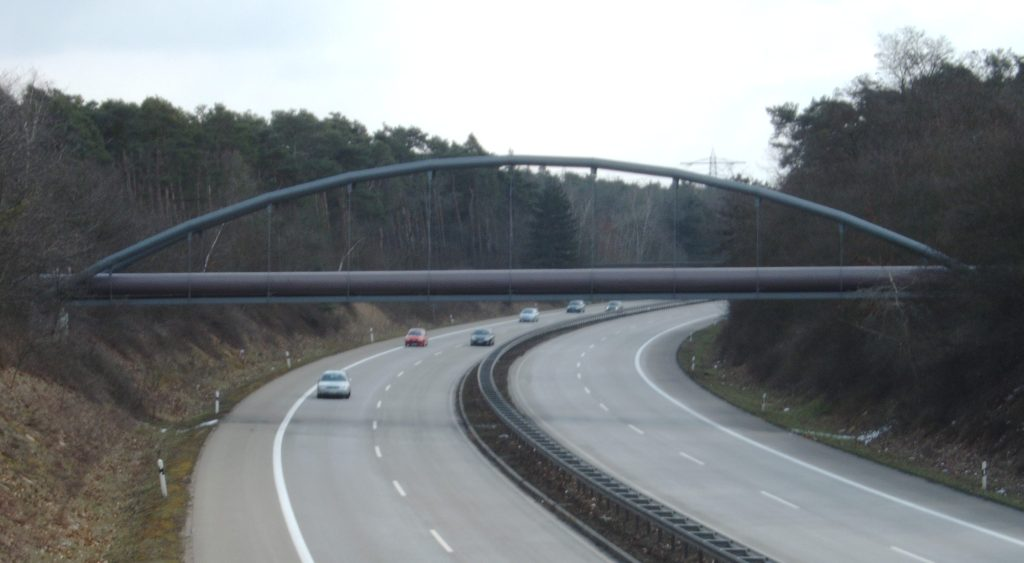
B 36 in Mannheim

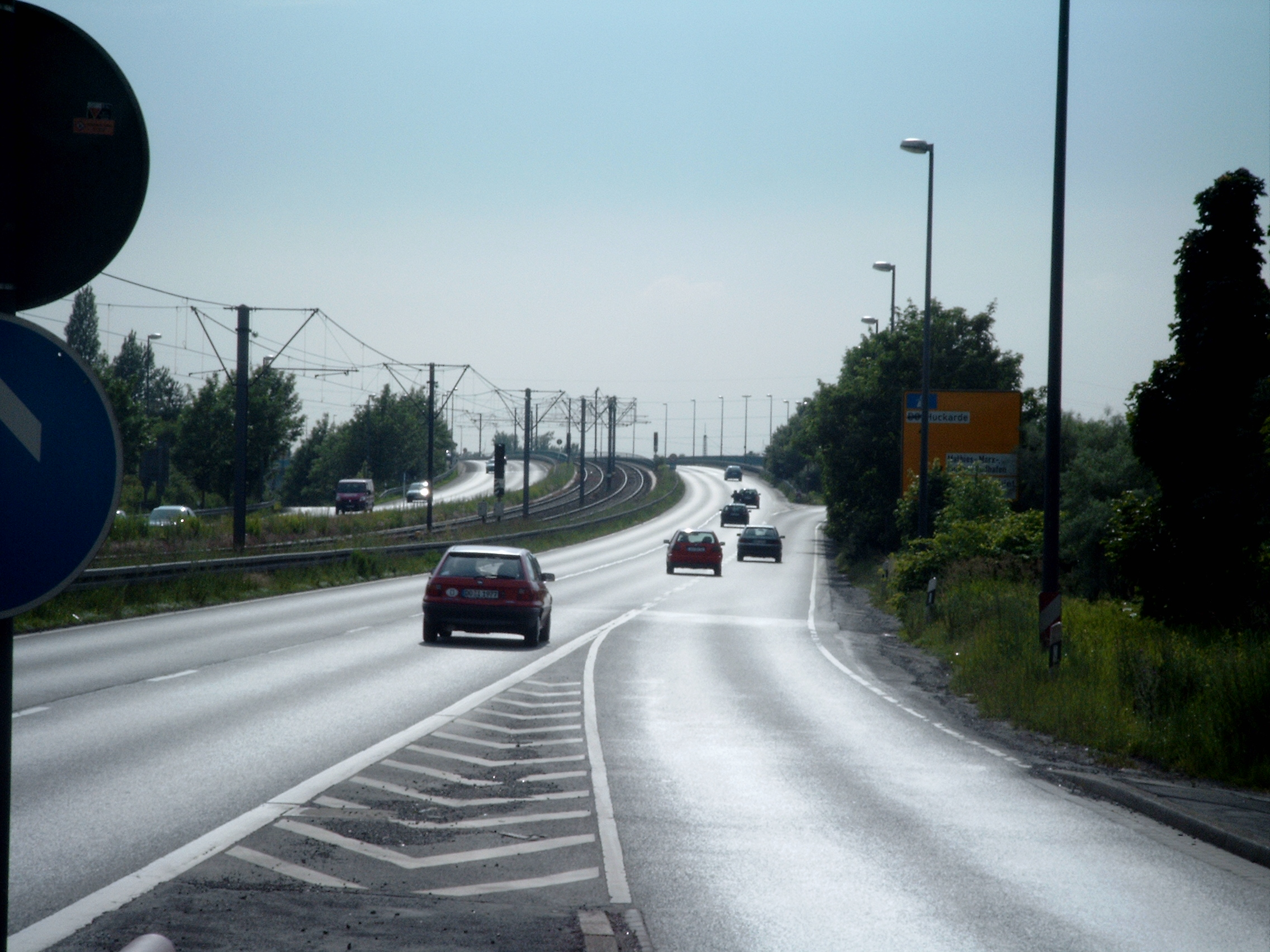
OWIIIa (K16) in Dortmund

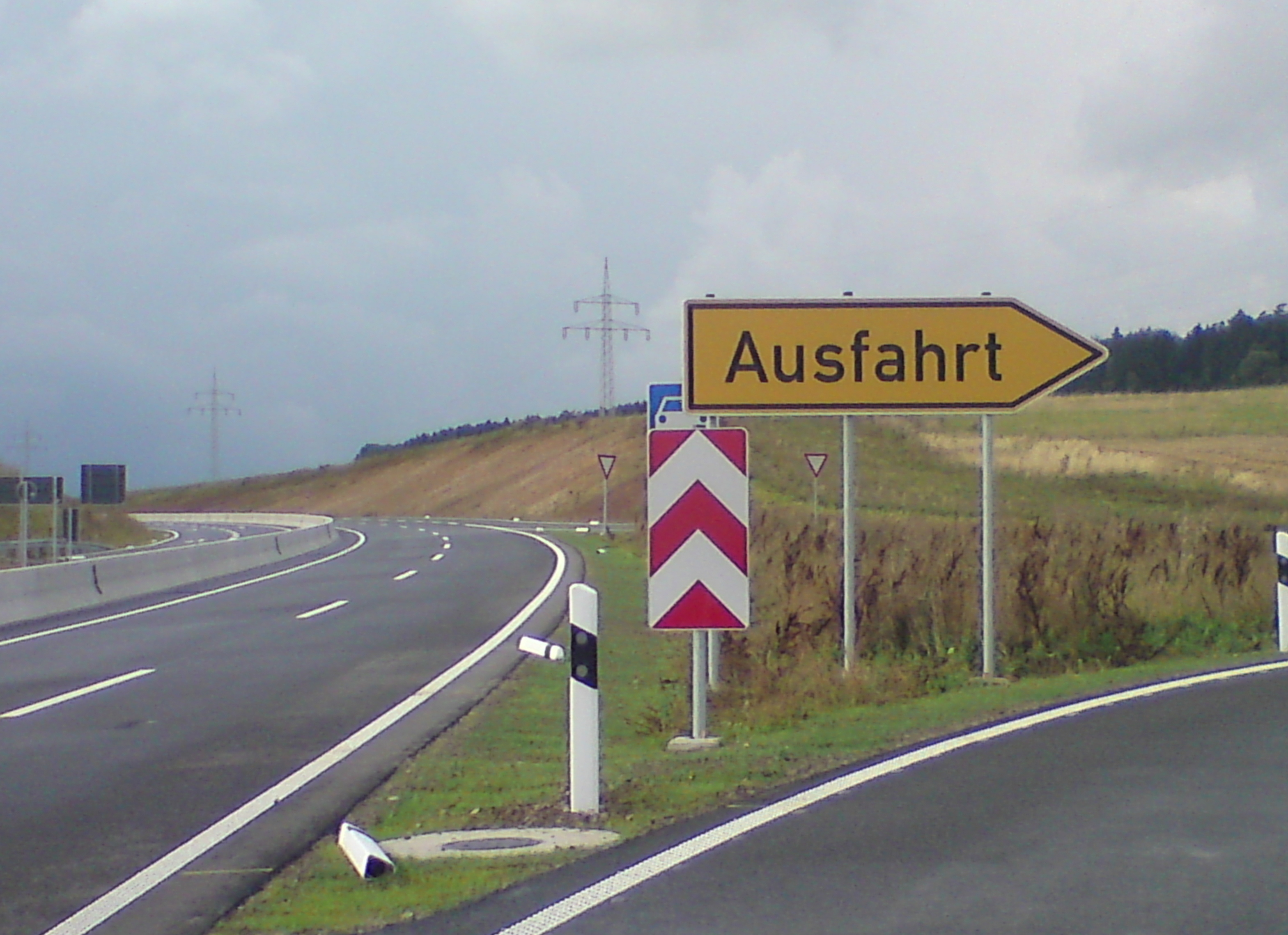
„Gelbe“ Ausfahrt von einer autobahnähnlichen Straße, hier Bundesstraße 243 an der AS Steina

#### Definition
Autobahnähnliche Straßen sind für Deutschland definiert in den Richtlinien für die wegweisende Beschilderung außerhalb von Autobahnen, kurz RWB. Solch eine Straße muss von hoher Verkehrsbedeutung sein und im Regelbetrieb eine Fahrt ohne Anhalten sicherstellen. Sie soll idealerweise mit einer autobahnähnlichen Beschilderung versehen werden. In der Verwaltungsvorschrift zur Straßenverkehrs-Ordnung findet sich seit dem Jahre 2009 erstmals ein Hinweis des Gesetzgebers auf deren Kenntlichmachung. Demnach wird das gelbe bzw. weiße Ausfahrt-Schild ausschließlich an autobahnähnlichen Straßen aufgestellt. Den Umkehrschluss, dass an solchen Straßen ein solches Schild stehen muss, lässt die Verordnung allerdings nicht zu.
Wenn es sich um keine Autobahn im Sinne der Straßenverkehrsordnung handelt, wird dabei die Farbgebung von weißer Schrift auf blauem Hintergrund geändert. An Bundes- oder anderen überörtlichen Straßen ist diese schwarz auf gelb sowie an Innerortsstraßen schwarz auf weiß ausgeführt. Zumindest jede derart beschilderte Straße ist offiziell als autobahnähnliche Straße verifiziert.
In der Rangordnung der Straßenbenutzungspflicht für Transporte gefährlicher Güter nehmen die autobahnähnlichen Straßen den zweiten Rang nach den Autobahnen ein. Damit kommt zum Ausdruck, dass der Gesetzgeber solchen Straßen einen erhöhten Sicherheitsstandard zuschreibt.
Unter den autobahnähnlichen Straßen befinden sich auch Bundesautobahnen, die keine Autobahnen im Sinne der Straßenverkehrsordnung sind, die also nach Bundesfernstraßengesetz als Autobahnen gewidmet, nicht aber als solche beschildert sind.

#### Bestand
In Deutschland existieren etwa 3350 km Straßen mit zwei Fahrbahnen mit je mindestens zwei Fahrstreifen.

#### Beschilderung

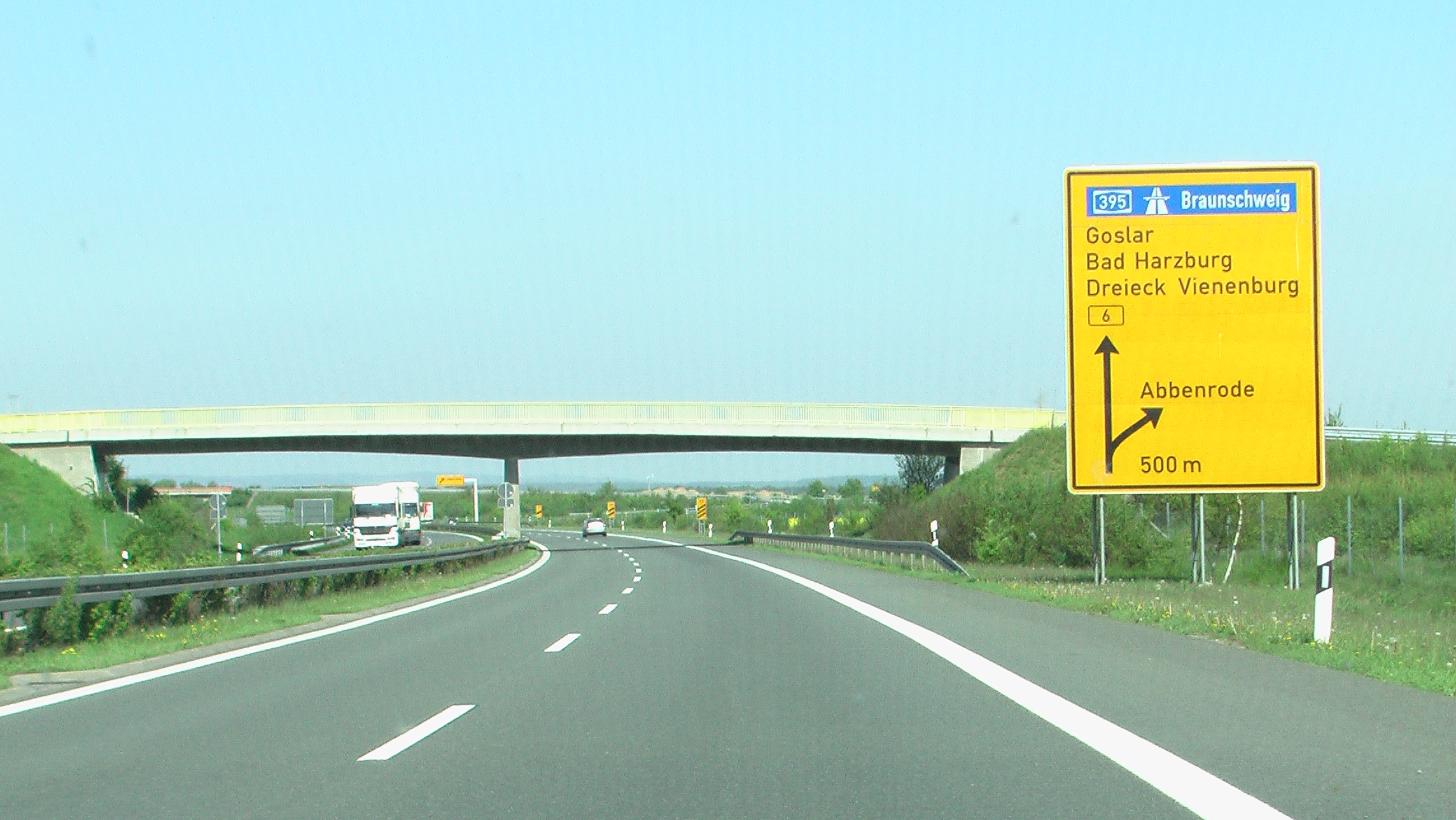
Autobahnähnlich beschilderte Ausfahrt der ehemaligen B 6 zwischen Wernigerode und Goslar, 2008

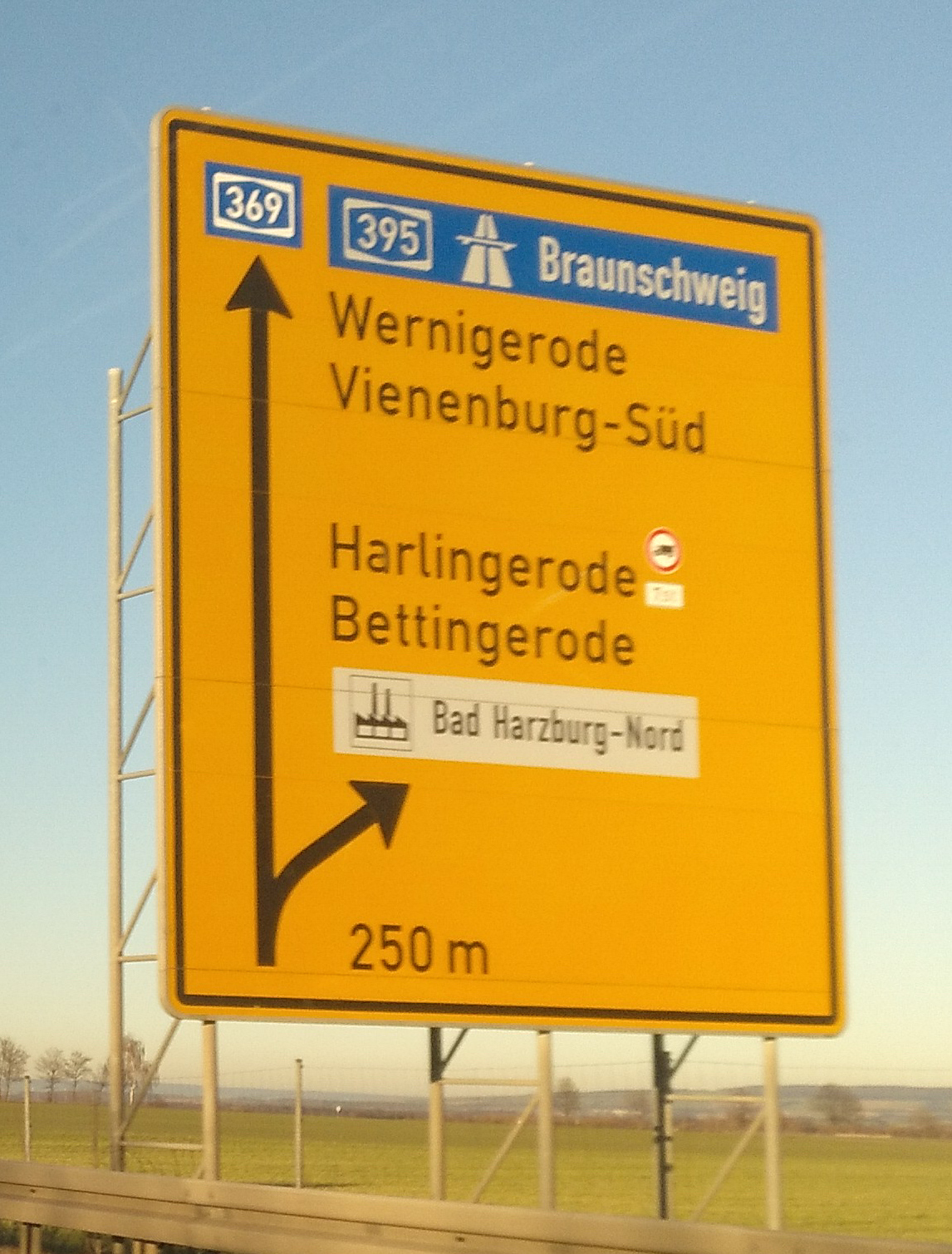
Beschilderung der A 369 nordöstlich Harlingerode, zwei Monate nach der Aufstufung der Bundesstraße 6 und mit noch altem Bestand (A 395)

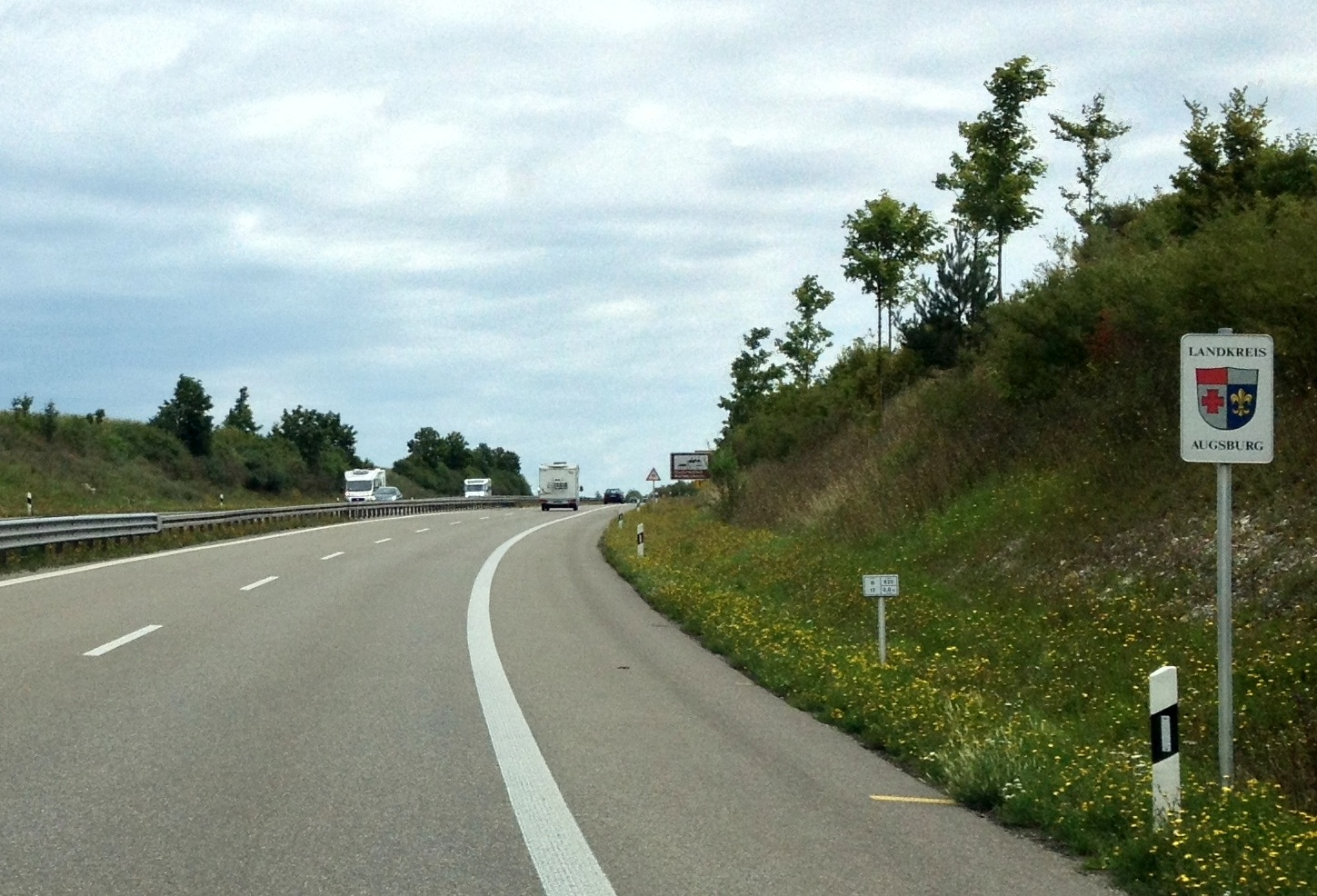
Landkreisgrenztafel an der vierbahnigen B 17 nördlich Landsberg am Lech. Solche Schilder finden sich an deutschen Autobahnen nicht.

Beschilderungsvergleich zwischen Autobahn sowie autobahnähnlicher Außer- und Innerortsstraße in der üblichen Reihenfolge an Ausfahrten:

Autobahn – blaues System
Zeichen 332
Zeichen 333
Zeichen 448
Zeichen 449
Zeichen 450-52
Zeichen 453

Autobahnähnliche Straße – gelbes System
Zeichen 332.1
Zeichen 333.1
Zeichen 448-50
Zeichen 449-50
Zeichen 450-55
Zeichen 453-50

Autobahnähnliche Straße – weißes System
Zeichen 332.1-20
Zeichen 333.1-20

Die gelbe Beschilderung macht deutlich, warum in der Umgangssprache der Begriff Gelbe Autobahn genutzt wird, wenngleich diese bei den seltenen Innerortsstraßen auch weiß ausgeführt ist. Eine große Mehrheit der autobahnähnlichen Straßen ist zudem als Kraftfahrstraße ausgewiesen.
In der Verwaltungsvorschrift zur Straßenverkehrs-Ordnung finden sich seit 2009 zwei Textstellen zur Beschilderung:
- zu Zeichen 333 Ausfahrt von der Autobahn
  - „Außerhalb von Autobahnen darf das Zeichen nur an einer autobahnähnlich ausgebauten Straße (vgl. Nummer II zu Zeichen 330.1; Randnummer 2) angeordnet werden. Dann hat das Zeichen entweder einen gelben oder – sofern es Zeichen 332 in weiß mit Zielen gemäß Zeichen 432 folgt – weißen Grund. Die Schrift und der Rand sind schwarz.“
- Zu den Zeichen 332, 448, 449 und 453 Wegweiser auf Autobahnen
  - „Auf autobahnähnlich ausgebauten Straßen sind die Zeichen 332, 448, 449 und ggf. 453 gemäß den Richtlinien für die wegweisende Beschilderung außerhalb von Autobahnen (RWB) auszuführen.“

Damit darf das gelbe bzw. weiße Ausfahrtschild nur noch an autobahnähnlichen Straßen aufgestellt werden. Den Umkehrschluss, dass an solchen Straßen ein solches Schild stehen muss, lässt die Verordnung allerdings nicht zu.

#### Tempolimits
Auf autobahnähnlichen Straßen, die außerorts sind, gilt für Pkw und sonstige Kraftfahrzeuge bis zu einem zulässigen Gesamtgewicht von 3,5 Tonnen nicht unbedingt ein Tempolimit:
- Auf außerörtlichen Straßen ohne bauliche Trennung, jedoch mit mindestens zwei Fahrstreifen pro Richtung (d. h., nur durchgezogene Linie zwischen den Fahrtrichtungen) gilt für Pkw und andere Kraftfahrzeuge bis 3,5 t zulässigem Gesamtgewicht keine Geschwindigkeitsbeschränkung, es sei denn, dass eine solche ausdrücklich angeordnet worden ist. Für diese Fahrzeuge gilt dann, genau wie auf der Autobahn, lediglich eine allgemeine Richtgeschwindigkeit von 130 km/h (nach § 1 Autobahn-Richtgeschwindigkeits-Verordnung (BABRiGeschwV) i. V. m. § 3 Abs. 3 Nr. 2. c StVO). Für andere Fahrzeuge gelten auf solchen Straßen hingegen die gleichen Höchstgeschwindigkeiten, wie sie auch sonst auf außerörtlichen Straßen gelten, also z. B. 60 km/h für LKW.
- Gleiches gilt für außerörtliche Straßen mit baulicher Trennung der Richtungsfahrbahnen durch z. B. Grünstreifen oder Mittelleitplanke (gleiche Paragraphen wie oben).
- Auf außerörtlichen Kraftfahrstraßen mit baulicher Trennung der Richtungsfahrbahnen gelten – unabhängig von der Zahl der Fahrstreifen – sogar für alle Fahrzeugtypen dieselben Höchstgeschwindigkeiten wie auf Autobahnen (§ 18 Abs. 5 StVO).

Trifft keiner dieser drei Fälle zu (beispielsweise typischerweise bei 2+1-Systemen, s. u.), gelten die ansonsten üblichen Höchstgeschwindigkeiten (§ 3 StVO).
In vielen Fällen sind die autobahnähnlich ausgebauten Straßen in Deutschland jedoch mit einer festen Geschwindigkeitsbegrenzung von 100 bzw. 120 km/h versehen. Gründe dafür können enge Kurvenradien, schmalere Fahrbahnen oder fehlende Standstreifen sein. Beispiele für autobahnähnliche Abschnitte ohne generelles Tempolimit sind z. B. die B 3 zwischen Gießen und Marburg, die B 6 auf einem kurzen Abschnitt zwischen Goslar und dem Dreieck Bad Harzburg, die B15 n zwischen Regensburg und Landshut, die B 17 zwischen Augsburg und Landsberg am Lech oder die B 243 zwischen Osterode am Harz und Herzberg am Harz.

#### Autobahnähnliche Straßen mit baulich getrennten zweistreifigen Richtungsfahrbahnen

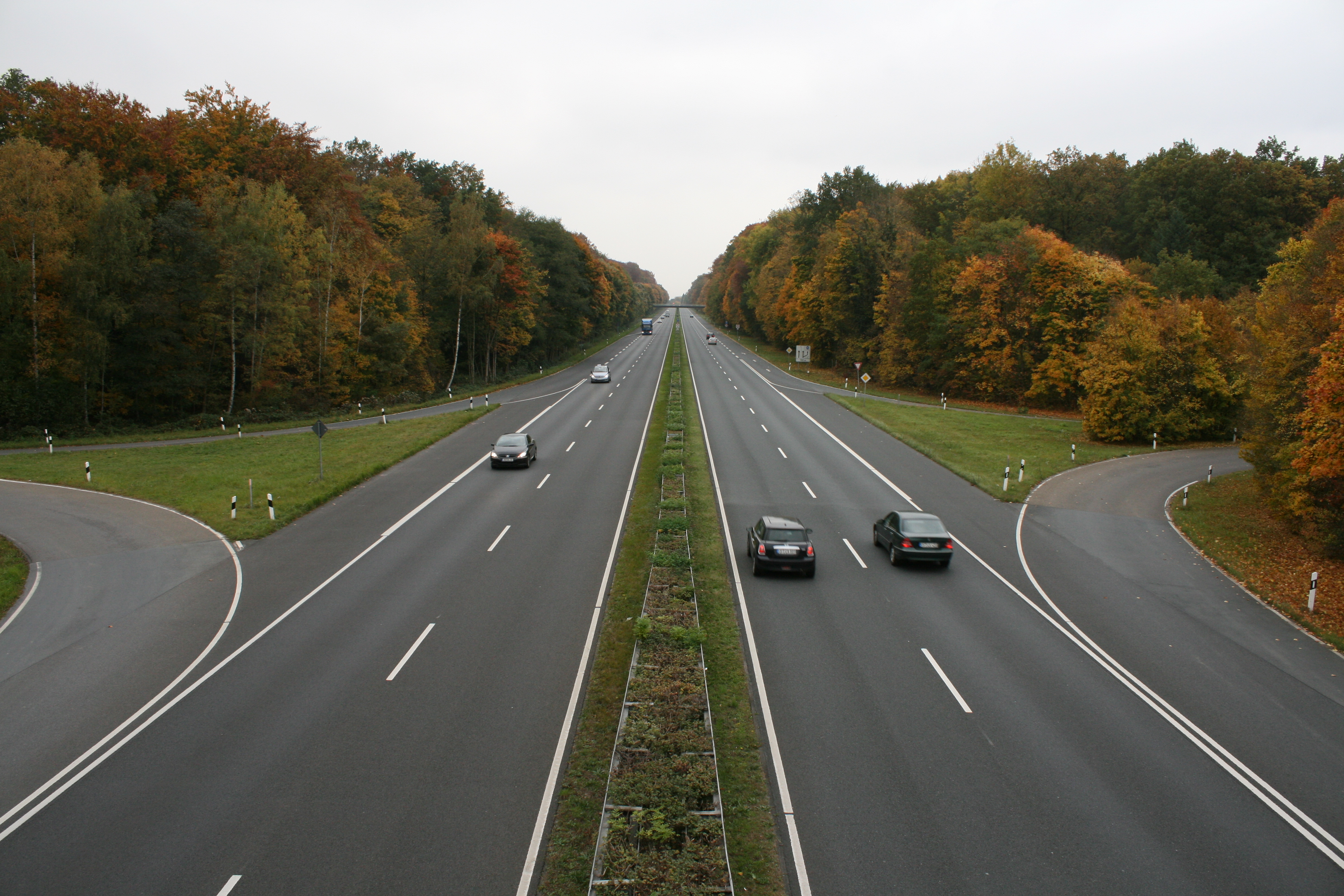
Kein augenfälliger Unterschied zur Autobahn: die B 3 im Frankfurter Stadtwald

Autobahnähnliche Straßen mit baulich getrennten zweistreifigen Richtungsfahrbahnen weisen in einigen Fällen, wie zum Beispiel der B 6n, keinen augenfälligen Unterschied zu einer Autobahn auf, außer dass die Beschilderung gelb-schwarz statt blau-weiß ist. Gründe dafür, dass es sich offiziell nicht um eine Autobahn handelt, können sein:
- Der Ausbaustandard liegt deutlich unter dem einer Autobahn:
  - kleiner Regelquerschnitt mit schmalem Mittelstreifen (zum Beispiel B 239 bei Herford, B 4 bei Bad Harzburg)
  - enge Kurvenradien,
- Die Straße wird nicht vom Bund betrieben.
- Die Straße ist Fortsetzung einer überregionalen Autobahn und erfüllt am Endstück nur noch untergeordnete Zwecke (zwei überregional bekannte Beispiele sind die Hüttentalstraße in Siegen als Verlängerung der A 4 und die ausgebaute B 3 von Gießen nach Marburg als Verlängerung der A 485).
- Es handelt sich um ein bereits gebautes Teilstück einer wieder aufgegebenen Autobahnplanung (zum Beispiel die B 66 bei Bielefeld, früher geplant als A 35).
- Es handelt sich um eine zur Bundesstraße umgewidmete ehemalige Autobahn (z. B. B 59 bei Grevenbroich, ehemalige A 540)

Mitunter sind derartig ausgebaute Straßen auch nur für Fahrräder und Mofas gesperrt, was ein Befahren mit landwirtschaftlichen Fahrzeugen und das Betreten durch Fußgänger erlaubt.
Teilweise bestehen auch keine Beschränkungen für den Fahrzeugverkehr.
Sofern der Standard einer Autobahn entspricht, können auch Aufstufungen durchgeführt werden; so wurde die ehemalige B 6n 2019 zur A 36 und A 369 aufgestuft.
In einigen Fällen sind auch solche Straßen mit einer autobahnähnlichen Beschilderung versehen, bei denen die jeweils zweistreifigen Richtungsfahrbahnen lediglich durch durchgehende Doppelstreifen getrennt sind.

#### 2+1-System

Das 2+1-System nach den neuen Richtlinien RAL, 2012

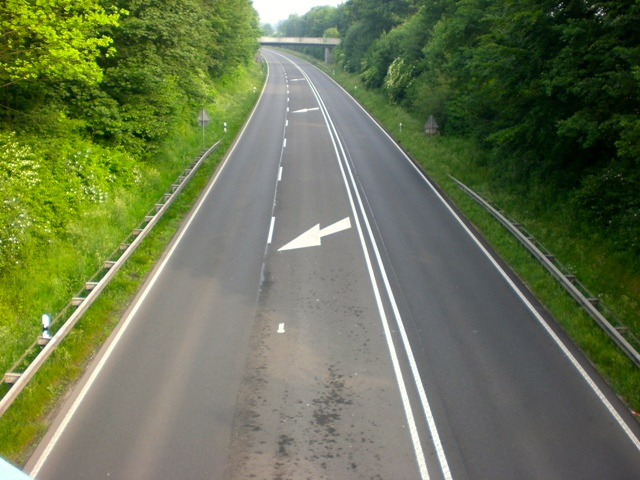
B 54 bei Steinfurt im 2+1-System

Das 2+1-System stellt eine neuere Schnellfahrvariante einer kreuzungsfreien Kraftfahrstraße mit getrennten Fahrtrichtungen sowie autobahnähnlichen Auf- und Abfahrten dar. Auch solche Straßen sind teilweise mit der autobahnähnlichen Beschilderung (siehe oben) versehen. Hier verlaufen die Fahrtrichtungen im Wechsel für etwa 1,5 bis 2 Kilometer zweistreifig, während die Gegenrichtung nur einen Fahrstreifen besitzt. Die Fahrtrichtungen gelten wie bei Autobahnen als strikt getrennt. Eine Nutzung der Gegenfahrtrichtung sowie ihrer Auf- und Abfahrten ist verboten. Diese Straßen benötigen insgesamt nur drei Fahrstreifen, bieten aber dennoch einen guten Überholkomfort. Allerdings sind die Beschilderung und die Straßenmarkierung äußerst aufwendig, da jeder 2-1-Wechsel mehrfach angekündigt werden muss. Zudem muss diese aufwändige Straßenmarkierung insbesondere im Wechselbereich zwingend in einem guten Zustand gehalten werden.
Seit Mitte 2013 sollen laut einer Pressemitteilung der Bundesanstalt für Straßenwesen bezüglich der neuen Richtlinien für die Anlage von Landstraßen (RAL, 2012) alle Fernstraßen, also Außerortslandstraßen der Entwurfsklasse 1, durchgängig (mindestens) im 2+1-System erstellt werden. Seither werden neu gebaute Fernstraßen (mindestens) mit einem Mittelstreifen aus zwei weißen durchgezogenen Linien sowie in verkehrsgrün eingefärbtem Zwischenraum gekennzeichnet, um so die beiden Fahrtrichtungen optisch besser abzugrenzen. Die Verwendung von Mittelplanken aus Metall oder Beton als bauliche Trennung der Fahrtrichtungen wird nicht ausgeschlossen und wird teilweise umgesetzt.
Das System wurde geschaffen, um bei relativ wenig Landschaftsverbrauch einen guten Überholkomfort und damit eine höhere Leistungsfähigkeit zu schaffen. So ist das System auf einer Straßenbreite von insgesamt drei Fahrstreifen zu bewerkstelligen, wenn man auf einen baulich angelegten Mittelstreifen verzichtet, was in einer Vielzahl der Fälle auch so gehandhabt wird. Nach den guten Erfolgen auf einigen Referenzstrecken wird das System bei neuen Bundesstraßen oft angewandt, wenn eine Autobahn dem Verkehrsaufkommen nicht angemessen wäre, dennoch aber insbesondere in ländlichen Gebieten weite Entfernungen überbrückt werden sollen. Das Sechste Gesetz zur Änderung des Fernstraßenausbaugesetzes aus 2016 enthält erstmals mehr als hundert Neubauabschnitte im 2+1-System.
Im Falle eines fehlenden baulichen Mittelstreifens können Fahrzeuge leicht in den Gegenverkehr geraten, insbesondere wenn sich zwei wieder zu einem Fahrstreifen verengen. Für solche Straßen ohne bauliche Trennung gelten daher auch im 2+1-System die üblichen Vorschriften (nach § 3 Abs. 3 Nr. 2 StVO) zur Höchstgeschwindigkeit auf Straßen außerorts, d. h. in der Regel Tempo 100. Teilweise sind jedoch bei übersichtlichen Strecken höhere Geschwindigkeiten zugelassen; so ist zum Beispiel auf der B 31n nach Stockach sowie auf der B 299 zwischen Amberg und Ursensollen als Autobahnzubringer zur A 6 sowohl in den zweistreifigen als auch in den einstreifigen Bereichen Tempo 120 erlaubt.
In hügeligen Gebieten findet der Fahrstreifenwechsel meist genau im Tal und auf der Kuppe statt. Dadurch wird gewährleistet, dass stets der bergaufführenden Richtung zwei Fahrstreifen zur Verfügung stehen und LKW und langsamere Fahrzeuge überholt werden können.
Beispiele: A 60, B 1, B 2 zwischen Weißenburg und Roth, B 4 bei Uelzen, B 10 zwischen Pirmasens und Landau, B 16, B 20, B 25 zwischen Möttingen und Harburg (Schwaben), B 33, B 51 teilweise zwischen Blankenheim und Prüm, B 54 zwischen der Autobahnabfahrt Haiger-Burbach (A 45) und dem Siegerland-Flughafen, B 56, B 56n, B 59n zwischen Rommerskirchen und der A 1 in Köln-Bocklemünd, B 64 Höxter – Holzminden B 67 zwischen Isselburg-Werth und Reken, B 72, B 71 bei Gardelegen, B 82 Hahausen – Langelsheim, B 96 zwischen Altefähr und Bergen auf Rügen, B 286 zwischen Alitzheim und Gerolzhofen, B 178 zwischen Löbau-Süd und Zittau, B 210, B 300, B 239 Steinheim – Höxter, B 314 bei Blumberg, B 482.

#### Höhenfreie zweistreifige Straße
Bei der höhenfreien zweistreifigen Straße besteht die Autobahnähnlichkeit lediglich in der Ausfahrtsankündigung und den höhenfreien Aus- und Einfahrten (zum Beispiel: B 218, Ortsumgehung Bramsche-Engter).

#### Baustellen
Baustellen werden auf autobahnähnlichen Schnellstraßen meist weniger aufwendig eingerichtet als auf Autobahnen. Während man bei Autobahnbaustellen nach Möglichkeit stets versucht, mindestens zwei Fahrstreifen pro Fahrtrichtung bereitzustellen, wird bei Baustellen auf autobahnähnlichen Schnellstraßen oft nur ein Fahrstreifen pro Fahrtrichtung bereitgestellt.

#### Lkw-Maut
Seit 1. Juli 2018 ist auf allen Bundesstraßen Lkw-Maut zu entrichten, daher auch auf autobahnähnlichen Straßen, die Bundesstraßen sind.

### Griechenland

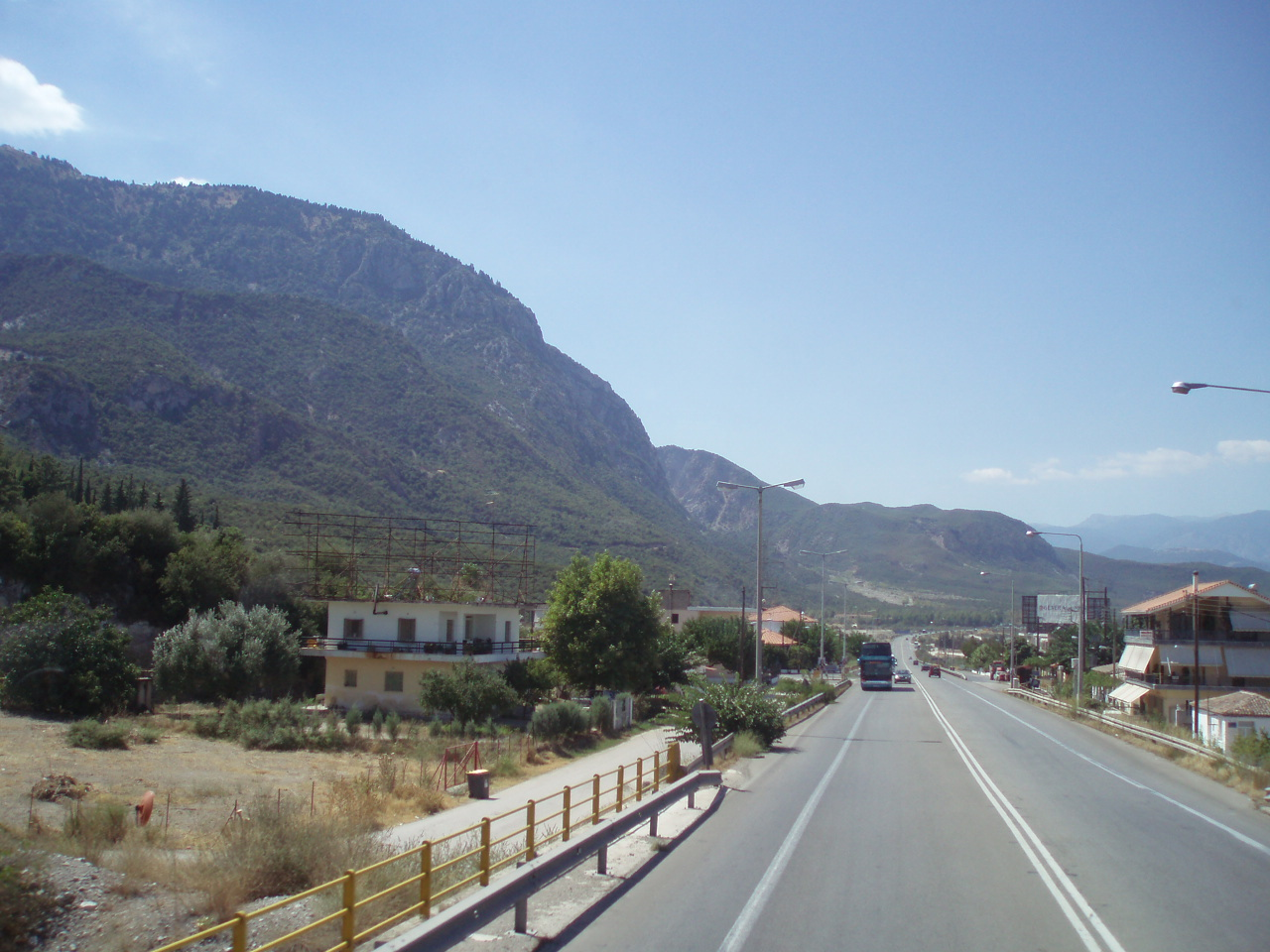
Alte Nationalstraße 1 bei den Thermopylen (2006), das Teilstück wurde mittlerweile ausgebaut

Die Nationalstraßen sind blau beschildert in der Schriftart Transport GR. Bis in die frühen 1990er Jahre wurde auf einen Autobahnbau verzichtet, stattdessen wurden seit den späten 1950er Jahren die Nationalstraßen mit zwei Fahr- und zwei Standstreifen ausgeführt. Beim Überholvorgang war es üblich, dass der Wagen auf den Standstreifen auswich, um das Überholen zu ermöglichen, mit wachsendem Verkehrsaufkommen wurden alle vier Fahrstreifen regulär genutzt. Ein Großteil der mittlerweile häufig vierstreifigen Nationalstraßen dient als mautfreie Alternative zur Autobahn, sie sind jedoch nur selten durchgehend kreuzungsfrei und haben engere Radien und Fahrstreifen.

### Großbritannien

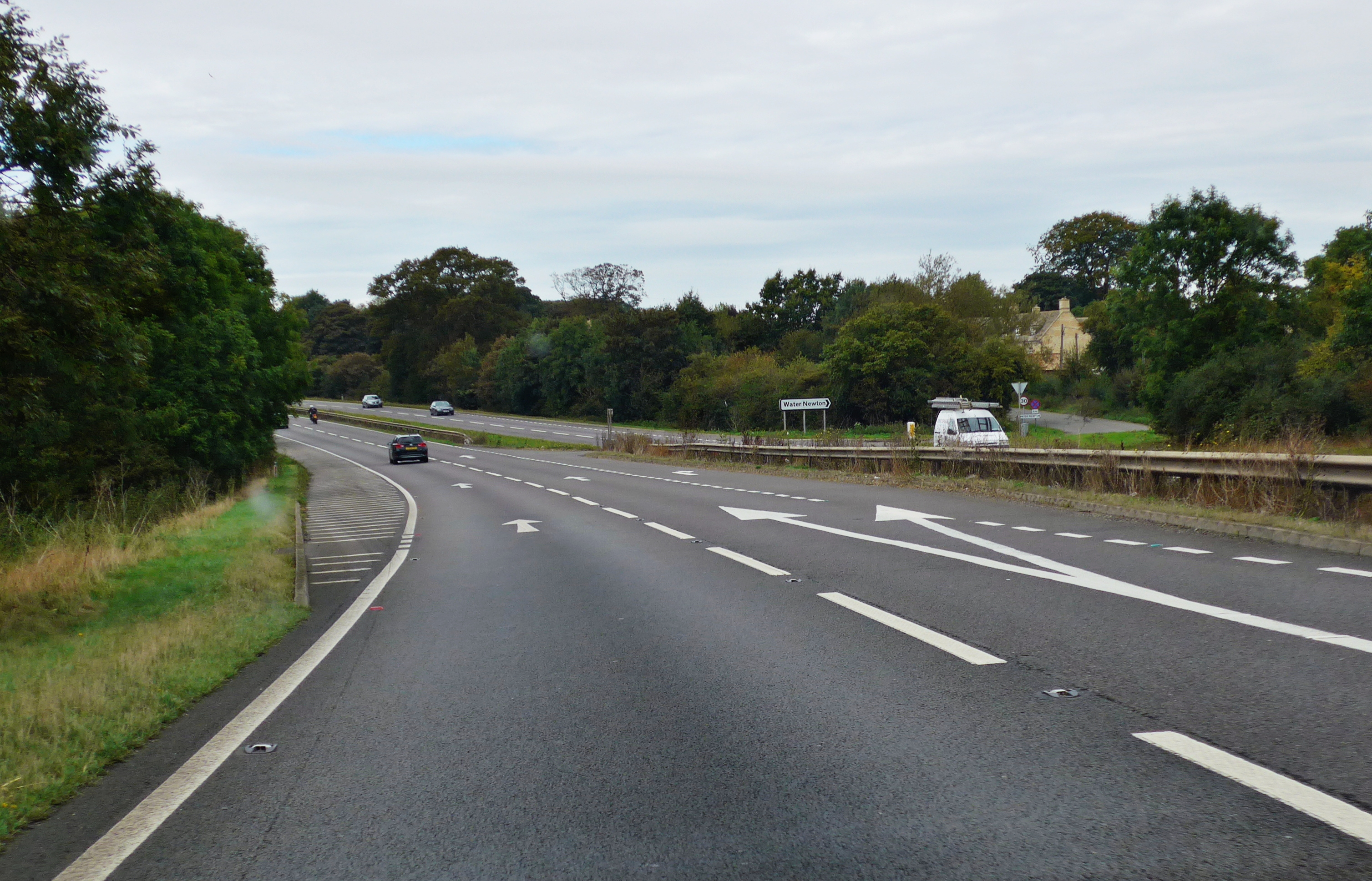
Die A1 ausgebaut als dual carriageway mit Ausfahrt über die Gegenfahrbahn

Von der höchsten Straßenklasse unterhalb der Autobahnen, den A roads, sind die wichtigsten als primary route (Fernverkehrsstraße) definiert und durch Beschilderung auf grünem (statt weißem) Grund hervorgehoben. Je nach Verkehrsaufkommen werden diese primary routes abschnittsweise vierstreifig und richtungsgetrennt (dual carriageway) ausgebaut. Höhenfreiheit ist dabei jedoch nicht zwingend gegeben, eine solche Strecke kann über Ampelkreuzungen und Kreisverkehre führen. Auf diesen Straßen sind alle Arten von Fahrzeugen zugelassen. Die Höchstgeschwindigkeit beträgt wie auf den britischen Autobahnen 70 Meilen pro Stunde (112 km/h).
Werden besonders bedeutende A roads abschnittsweise zu Autobahnen (höhen- und anbaufrei) ausgebaut, behalten sie üblicherweise ihre traditionelle, mit A beginnende Straßenbezeichnung und bekommen dazu ein angehängtes M in Klammern. Beispielsweise heißt die A1 in Abschnitten mit Autobahnstatus A1(M). Verkehrsrechtlich gelten diese (M)-Straßen als Autobahnen, sie dürfen von langsamen Fahrzeugen nicht genutzt werden, auch die Beschilderung ist dort auf blauem Grund ausgeführt.

#### Strada riservata ai veicoli a motore

Symbol

### Italien

#### Strada extraurbana principale

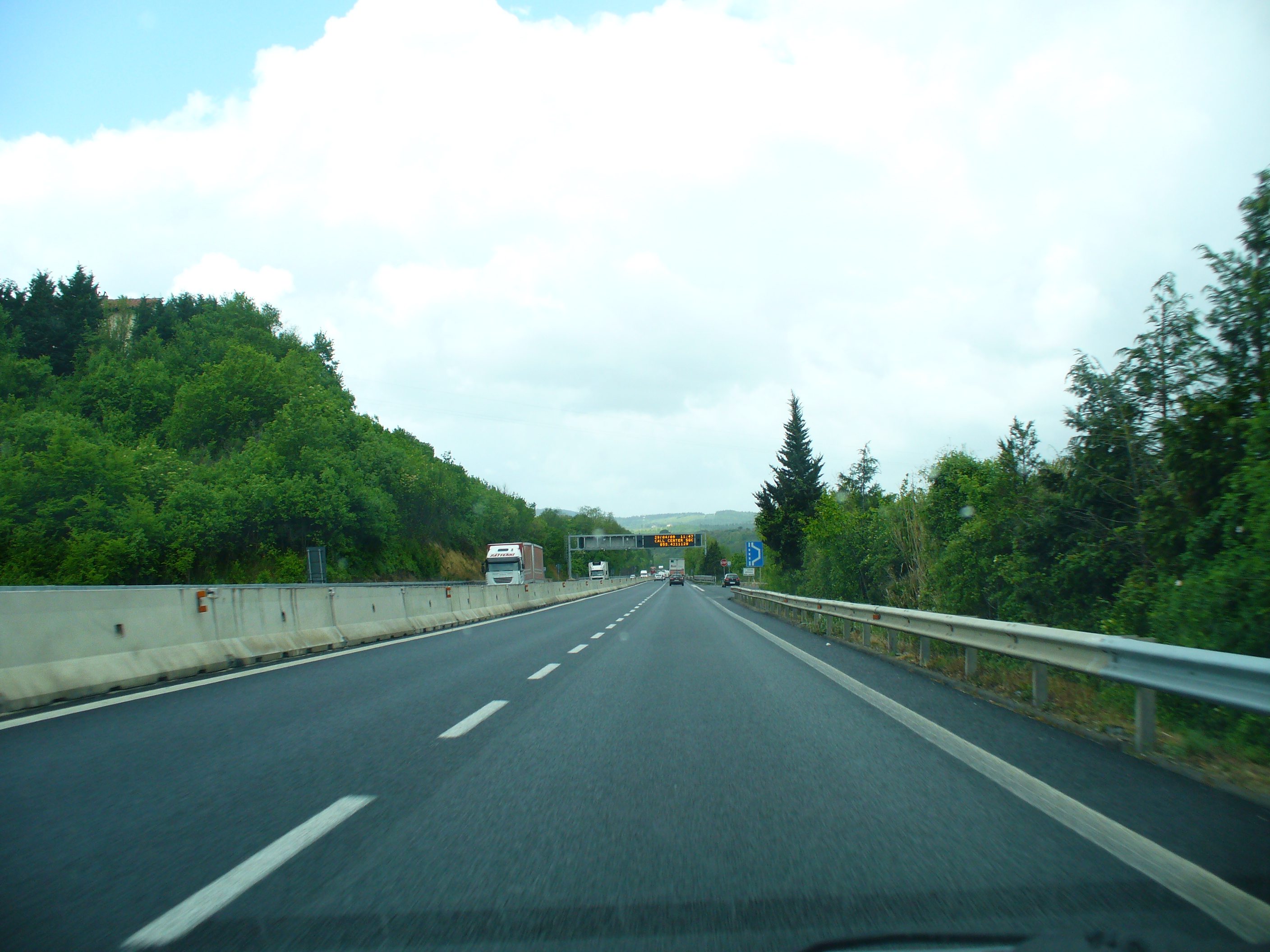
Schnellstraße Florenz-Livorno

Strada extraurbana principale

In Italien werden autobahnähnliche Straßen, die nicht mautpflichtig sind, Superstrada (deutsch: Schnellstraße, wörtlich: Superstraße) genannt. Formell heißen solche Straßen Strada extraurbana principale (außerörtliche Hauptstraße). Auf ihnen darf maximal 110 km/h gefahren werden (zum Vergleich: auf den Autobahnen max. 130 km/h und auf nicht ausgebauten Staatsstraßen 90 km/h). Dabei handelt es sich oft um Autobahnzubringer (raccordo autostradale) oder Umfahrungsstraßen oder um Ausbaustrecken von Staatsstraßen. Die Beschilderung ist blau, wie auf den normalen Straßen, während die Autobahnen grün beschildert sind.

### Island

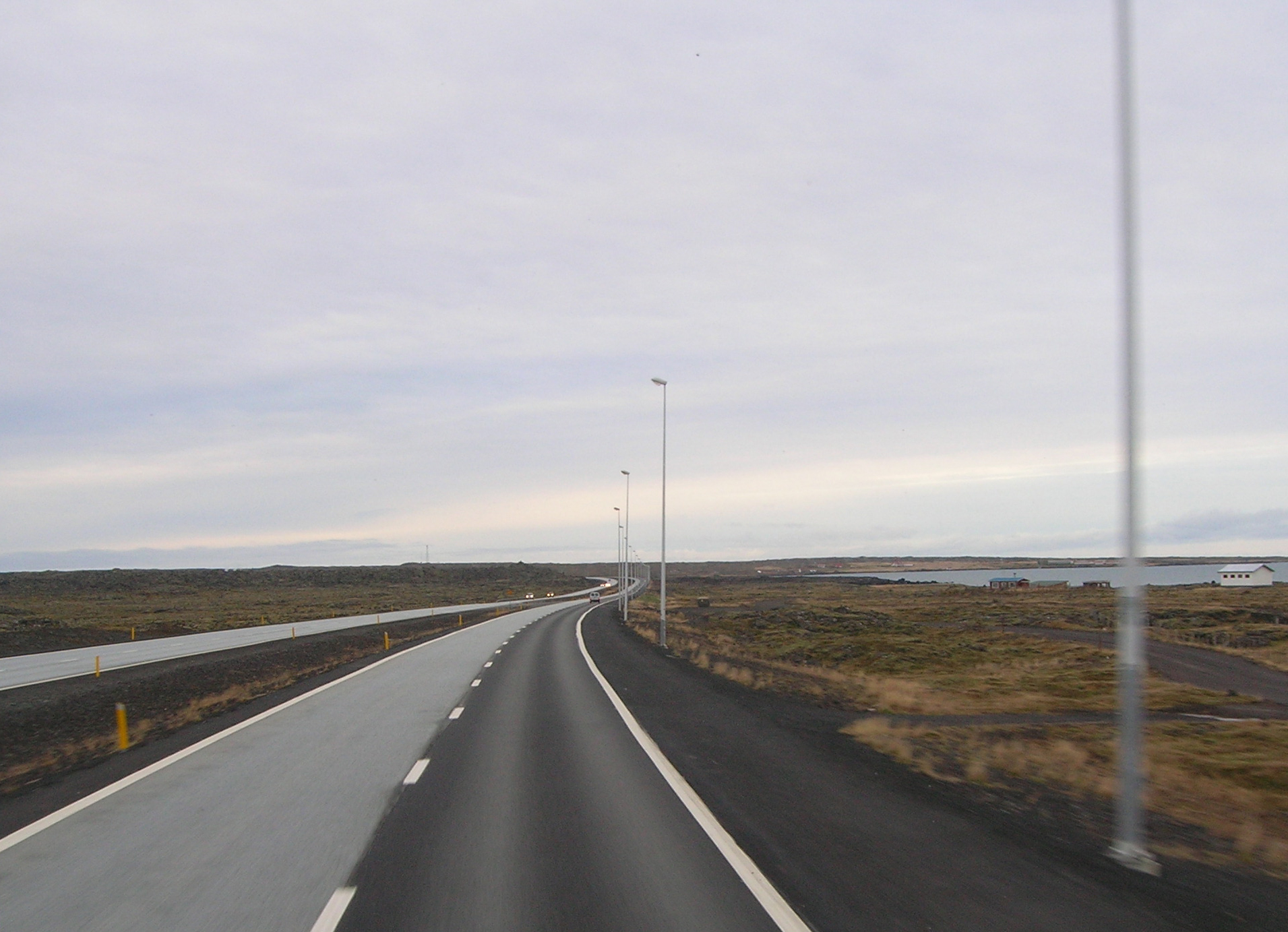
Zwischen Keflavík und Reykjavík

Auf Island gibt es keine Autobahnbeschilderung, aber es gibt einige autobahnähnliche Straßen. Bis 2008 waren es insgesamt 16 km, alle in der Umgebung von Reykjavík. Ende 2008 wurde eine weitere 28 km lange autobahnähnliche Straße eröffnet, die von Keflavík in Richtung Reykjavík führt.

### Niederlande

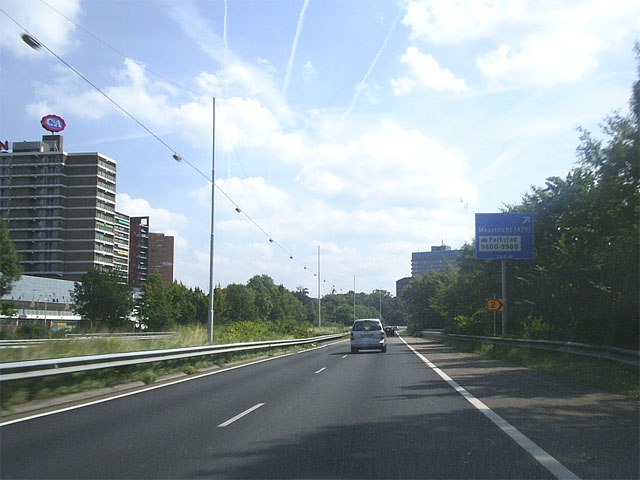
N281 Heerlen-Centrum

Auch in den Niederlanden gibt es autobahnähnliche Straßen. Diese Straßen werden meist als Autoweg (plural: autowegen) bezeichnet und als Autostraßen (  ) beschildert. Sie sind offiziell keine Autobahnen, verfügen jedoch teilweise über je zwei baulich getrennte Fahrbahnen oder „nur“ über autobahnähnliche Auf- und Abfahrten. Die Höchstgeschwindigkeit beträgt 100 km/h. Ein Beispiel ist die N281.

### Österreich
Mit Stand 1. Januar 2010 gab es in Österreich neben 1719 km Autobahnen auch 466 km Schnellstraßen, von denen etwa 288 km Autobahnquerschnitt aufwiesen. Da die österreichische Straßenverkehrsordnung keine expliziten Schnellstraßen kennt, sind die Schnellstraßen je nach Ausbauzustand entweder als Autobahn oder Autostraße ausgeschildert.
Die Schnellstraßen S 1, S 2, S 6, S 33 und S 36 stehen straßenverkehrsrechtlich durchgehend im Rang einer Autobahn, S 4, S 5 und S 31 teilweise. Einen Spezialfall bildet die S 35, welche trotz Autobahnquerschnitt und teilweise erlaubten Höchstgeschwindigkeiten von bis zu 130 km/h wegen der engen Kurvenradien nur als Autostraße beschildert ist.
| Nummer | Bezeichnung                    | Verlauf                                                       | Betriebs- länge | Ausbauzustand                                                           | Status                                                                                          |
| ------ | ------------------------------ | ------------------------------------------------------------- | --------------- | ----------------------------------------------------------------------- | ----------------------------------------------------------------------------------------------- |
| S1     | Wiener Außenring Schnellstraße | Knoten Vösendorf – Knoten Schwechat – Knoten Korneuburg       | 39,7 km         | Autobahnquerschnitt                                                     | in Betrieb; – Knoten Schwechat – Süßenbrunn: in Planung                                         |
| S2     | Wiener Nordrand Schnellstraße  | Hirschstetten – Süßenbrunn                                    | 7,4 km          | Autobahnquerschnitt                                                     | in Betrieb                                                                                      |
| S3     | Weinviertler Schnellstraße     | Knoten Stockerau – Guntersdorf                                | 35 km           | 2+1-System und niveaufrei                                               | in Betrieb; Guntersdorf – Staatsgrenze bei Kleinhaugsdorf: in Planung                           |
| S4     | Mattersburger Schnellstraße    | Knoten Mattersburg – Knoten Wiener Neustadt                   | 19 km           | Autobahnquerschnitt (2,5 km)/ vierstreifig und niveaufrei (16,5 km)     | in Betrieb                                                                                      |
| S5     | Stockerauer Schnellstraße      | Knoten Stockerau – Knoten Jettsdorf; Knoten Jettsdorf – Krems | 45 km           | Autobahnquerschnitt (35,5 km); zweistreifig und niveaufrei (9,5 km)     | in Betrieb; Vollausbau Jettsdorf – Krems: kein Zeitplan                                         |
| S10    | Mühlviertler Schnellstraße     | Unterweitersdorf – Freistadt-Nord                             | 22 km           | Autobahnquerschnitt                                                     | in Betrieb; Freistadt-Nord – Staatsgrenze bei Wullowitz: in Planung                             |
| S16    | Arlberg Schnellstraße          | Zams – Arlberg-Straßentunnel – Bludenz-Montafon               | 62 km           | zweistreifig bzw. 2+1-System und niveaufrei/ teilw. Autobahnquerschnitt | in Betrieb                                                                                      |
| S31    | Burgenland Schnellstraße       | Eisenstadt-Ost – Mattersburg – Oberpullendorf-Süd             | 46 km           | Autobahnquerschnitt (13 km)/ vierstreifig und niveaufrei (31 km)        | in Betrieb                                                                                      |
| S34    | Traisental Schnellstraße       | Knoten Schwadorf – Wilhelmsburg                               | 0 km            | –                                                                       | in Planung                                                                                      |
| S35    | Brucker Schnellstraße          | Knoten Bruck an der Mur – Knoten Deutschfeistritz             | 36 km           | Autobahnquerschnitt                                                     | in Betrieb                                                                                      |
| S37    | Klagenfurter Schnellstraße     | St. Veit-Nord – Klagenfurt-Nord                               | 18 km           | niveaufrei/ vierstreifig (14 km)                                        | in Betrieb; Scheifling – Friesach: kein Zeitplan; Friesach – St. Veit Nord: Fertigstellung 2017 |

Neben den Schnellstraßen gibt es auch einige autobahnähnliche Autostraßen, die sich in Landesverwaltung befinden und daher nicht Teil des Autobahnen- und Schnellstraßennetzes sind. Beispiele hierfür sind:
- B 317 Friesacher Straße: zwischen St. Veit und Friesach und zwischen St. Georgen und Unzmarkt autobahnähnlich ausgebaut
- B 311 Pinzgauer Straße: die Umfahrung Bischofshofen wird in Fachkreisen inoffiziell auch A10a genannt
- B 116 Leobener Straße: ist im Bereich der Städte Leoben, Bruck an der Mur und Kapfenberg größtenteils vierstreifig ausgebaut

### Polen

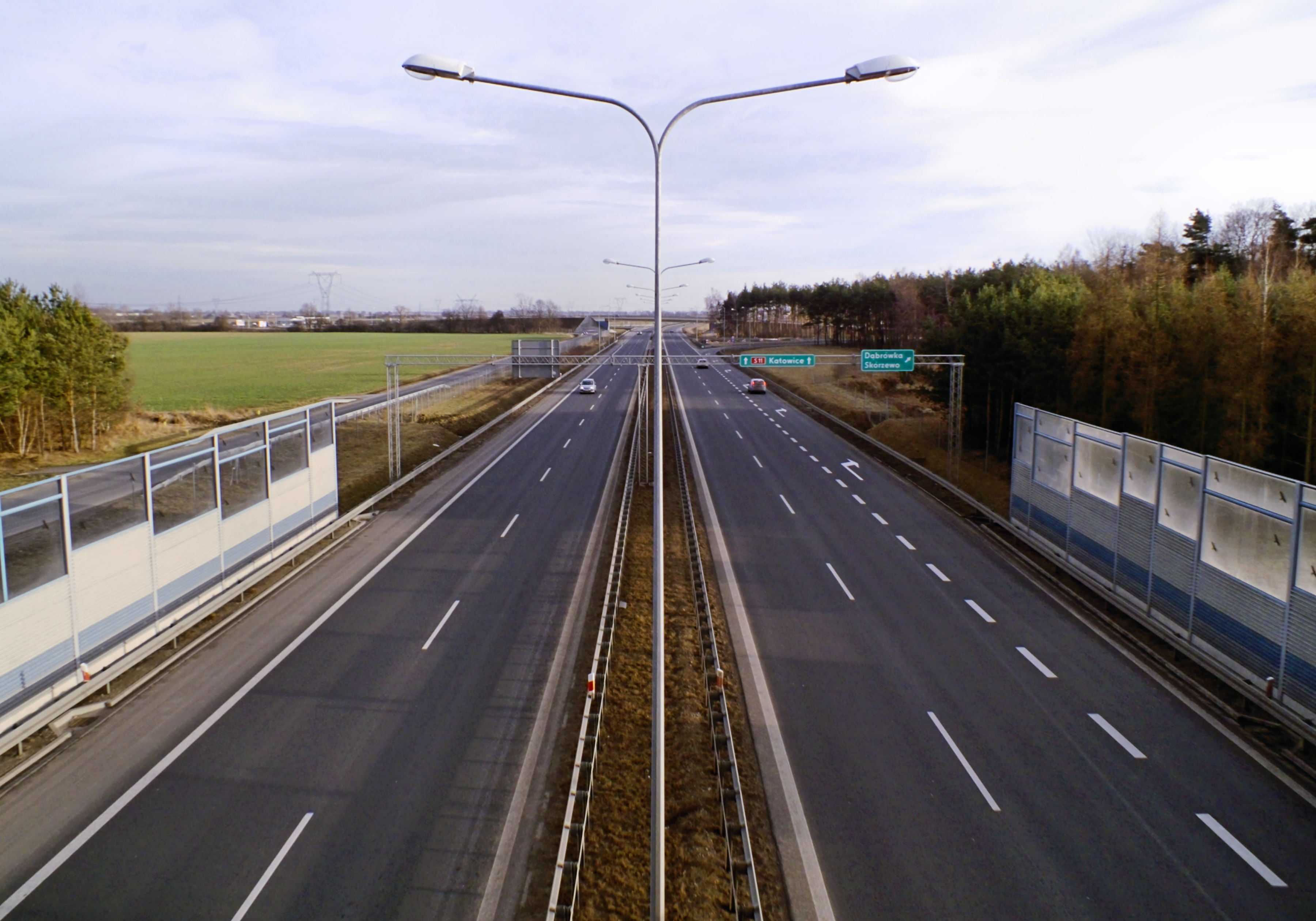
S11 bei Poznań

In Polen sind Schnellstraßen (poln.: Drogi ekspresowe; singular Droga ekspresowa) autobahnähnlich, meistens mit zwei Fahrbahnen und mindestens zwei Fahrstreifen, ausgebaut. Es sind jedoch auch zweistreifige Schnellstraßen mit nur einer Fahrbahn vorhanden, für diese gilt eine Höchstgeschwindigkeit von 100 km/h. Auf autobahnähnlichen Schnellstraßen gilt ein Tempolimit von 120 km/h. Auf polnischen Autobahnen (poln.: Autostrady; singular Autostrada), gekennzeichnet durch eine größere Breite der Fahr- und Standstreifen sowie einen größeren Kurvenradius im Unterschied zu den Schnellstraßen, gilt eine Höchstgeschwindigkeit von 140 km/h. Im Gegensatz zu den Autobahnen sind alle Schnellstraßen mautfrei für Personenkraftwagen.

### Russland

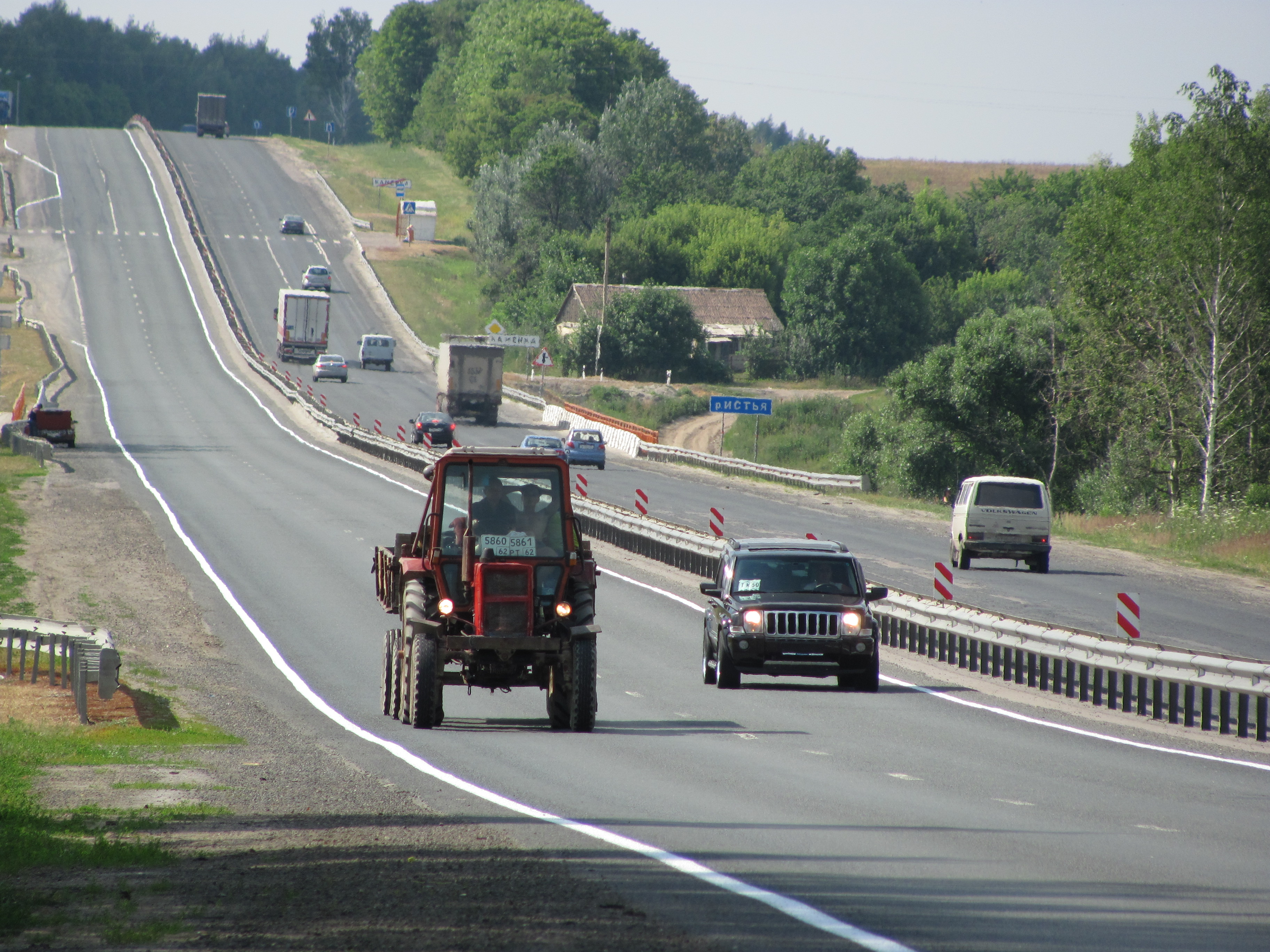
Die russische M5 nahe Spassk-Rjasanski im autobahnähnlichen Ausbau

In Russland heißen die Straßen höchster Ordnung Autostraßen mit föderaler Bedeutung (russisch: Автомобильная дорога федерального значения). Es handelt sich hierbei häufig um autobahnähnlich ausgebaute Fernstraßen mit mehreren Fahrstreifen. In entlegeneren Gebieten können sie auch nur aus einer Fahrbahn mit je einem Fahrstreifen bestehen, rund um große Metropolen auch auf hunderten Kilometern mit drei oder mehr Fahrstreifen auf zwei Fahrbahnen ausgebaut sein.

### Schweden

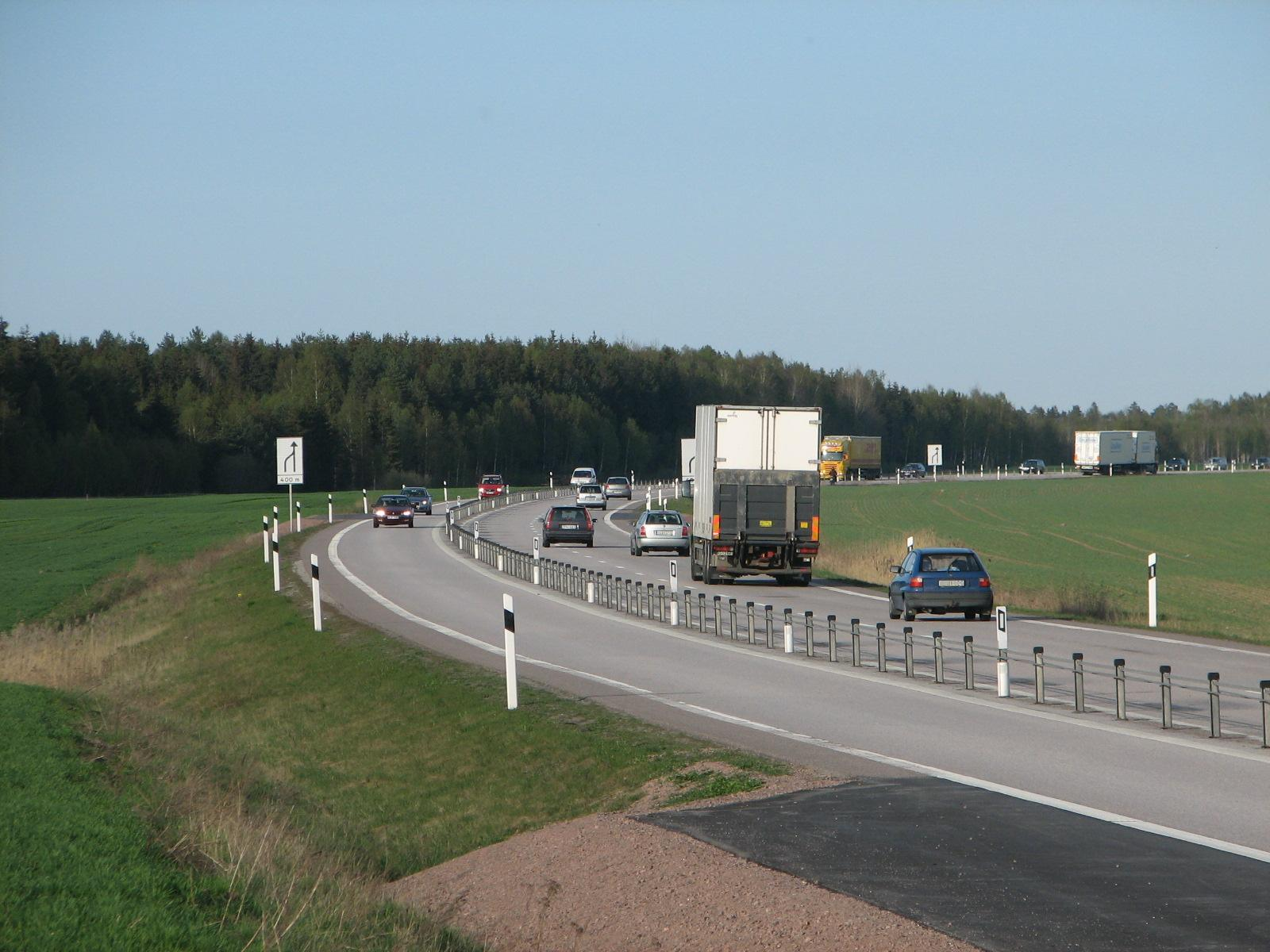
Straße im 2+1-System in Schweden mit baulicher Fahrbahntrennung

Es gibt in Schweden über 1000 km wechselseitig dreistreifige Autostraßen mit Kreuzungsfreiheit und baulicher Trennung. Sie haben ein Sicherheitsniveau ähnlich wie Autobahnen.

### Schweiz
Da die Einstufung einer Straße als Autobahn nicht vom Eigentümer der Straße abhängig ist, werden in der Regel alle Straßen, die einen autobahnähnlichen Ausbau aufweisen und an ihr Langsamverkehr verboten ist, als Autobahnen signalisiert (beispielsweise Umfahrung Crêt-du-Locle). Folglich gibt es nur sehr wenig Straßen, die einen (annähernd) autobahnähnlichen Aufbau aufweisen, die aber nicht als Autobahnen gekennzeichnet werden:
- A4: Kleinandelfingen–Flurlingen (Miniautobahn ohne Pannenstreifen, als Autostrasse signalisiert)
- A16: La Heutte–Biel/Bienne (als Hauptstrasse 6 signalisiert; Langsamverkehr gestattet)
- A52: Oetwil am See–Kreisel Hinwil (richtungsgetrennt, schmaler Straßenquerschnitt, als Autostrasse signalisiert)

Straßen, die nicht richtungsgetrennt sind, im 2+1-System verlaufen, einstreifig sind und an denen Langsamverkehr verboten ist, können als Autostrassen signalisiert werden, wobei es viele Straßen gibt, die ähnliche Eigenschaften aufweisen, aber als gewöhnliche Hauptstrassen signalisiert sind (z. B. ist die Nationalstrasse 28 eine Hauptstrasse und somit vignettenfrei).

### Slowakei

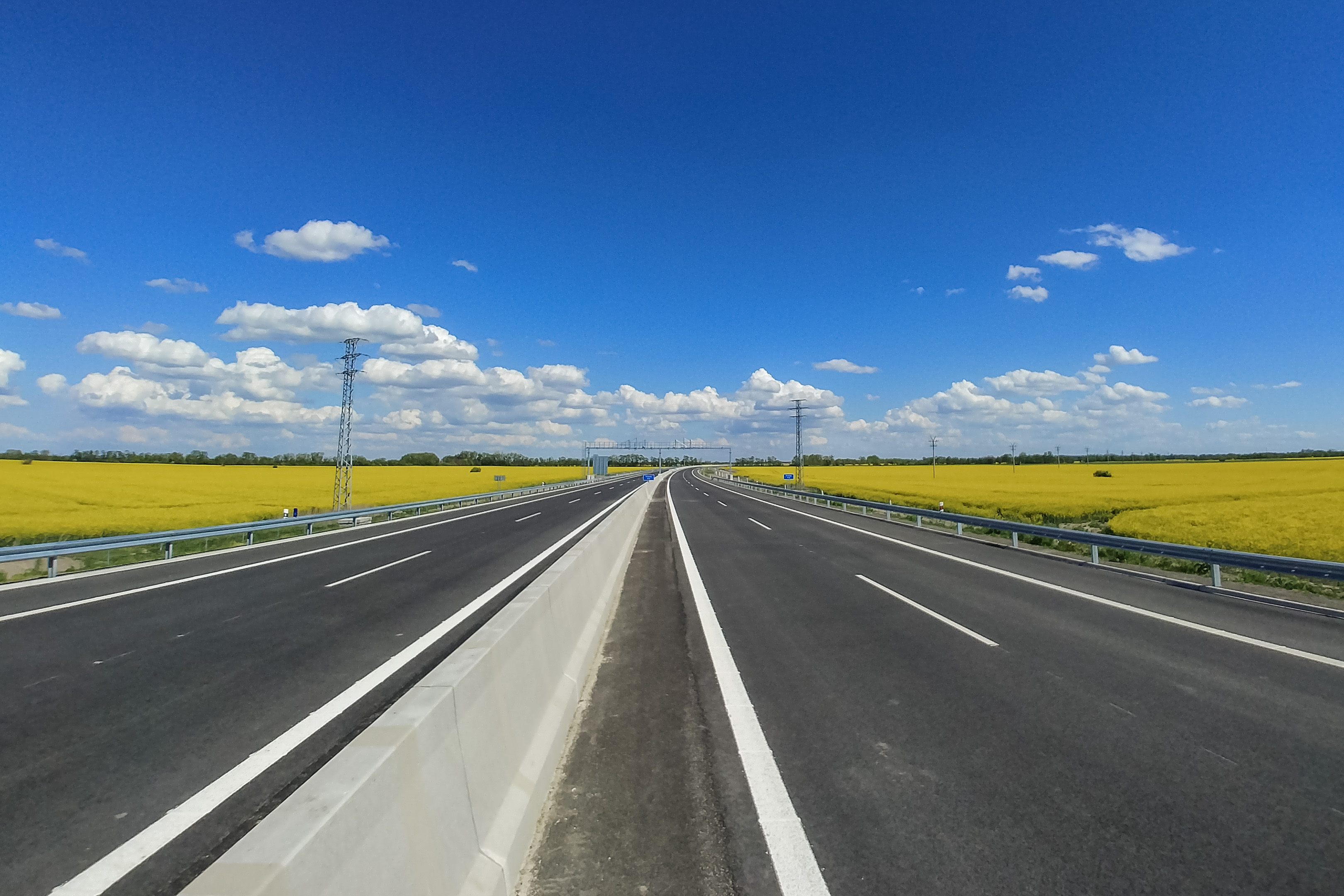
R7 bei Šamorín

In der Slowakei sind Schnellstraßen (slowakisch Rýchlostné cesty, singular Rýchlostná cesta) autobahnähnlich, zumeist mit richtungsgetrennten Fahrbahnen mit je zwei Fahrstreifen ausgebaut, haben aber schmalere Fahr- und Standstreifen sowie kleinere Kurvenradien. Solche Straßen sind seit 2020 als Autobahnen beschildert und somit im Sinne der slowakischen Straßenverkehrsordnung den klassischen Autobahnen (slow. Diaľnice, singular Diaľnica) gleichgesetzt. Es gibt jedoch auch einbahnige Schnellstraßen, die als Autostraßen (slow. Cesty pre motorové vozidlá, singular Cesta pre motorové vozidlá) beschildert sind, bis 2020 waren auch richtungsgetrennte Schnellstraßen so angekündigt. Die Höchstgeschwindigkeit beträgt wie auf den Autobahnen 130 km/h, auf einbahnigen Abschnitten 100 km/h. Für Schnellstraßen gilt wie auf den Autobahnen generelle Maut- und Vignettenpflicht, mit einigen Ausnahmen.

### Spanien

Beschilderung

In Spanien gibt es viele autobahnähnliche Straßen, genannt Autovía, mit einer speziellen Beschilderung. Ein Großteil sind „echte“ Autobahnen, für die keine Maut zu entrichten ist, da sie von öffentlichen Trägern und z. T. mit EU-Geldern gebaut wurden. Auf einer Autopista muss man dagegen mit Mautgebühren rechnen.
Auf allen Autovías gilt die max. zulässige Höchstgeschwindigkeit für Autobahnen (derzeit 120 km/h), sofern nicht anders gekennzeichnet.

### Tschechien
In Tschechien waren ursprünglich die Schnellstraßen (tschechisch: Rychlostní silnice) autobahnähnlich ausgebaut. Ein Unterschied zwischen diesen Straßen und den tschechischen Autobahnen (tschechisch: Dálnice) ist der schmalere Standstreifen. Sowohl auf den Schnellstraßen als auch auf den Autobahnen gilt eine Höchstgeschwindigkeit von 130 km/h. Zum 1. Januar 2016 wurden alle Schnellstraßen zu Autobahnen auf- oder normalen Straßen der I. Klasse abgestuft.

### Türkei
In der Türkei sind hauptsächlich die Autostraßen mit getrennten Richtungsfahrbahnen (türkisch: duble yol) autobahnähnlich ausgebaut. Je nach Ortslage und Fahrzeugart ist auf diesen Schnellstraßen eine Höchstgeschwindigkeit von 110 km/h und auf den Autobahnen eine Höchstgeschwindigkeit von 120 km/h gestattet. Große Investitionen seit 2002 in den Bau der zweibahnigen Schnellstraßen haben bis Ende 2016 eine Netzlänge von innerorts 1499 km und außerorts 19.790 km hervorgebracht.